# Halima Bashir
Halima Bashir es el nombre ficticio de una médica sudanesa, autora de Lágrimas del desierto, un libro de memorias sobre las experiencias de las mujeres con el genocidio y la guerra en Darfur. Trabajó como médico en una zona rural de Sudán, antes de sufrir malos tratos a manos del Servicio Nacional de Inteligencia y Seguridad tras informar con sinceridad a funcionarios de las Naciones Unidas sobre un ataque de la milicia Janjaweed a una escuela cercana. Desde entonces se ha trasladado al Reino Unido, donde ha solicitado asilo.

## Biografía
Halima Bashir, seudónimo adoptado posteriormente para protegerla, creció en la zona rural de Darfur, en el oeste de Sudán. Era la mayor de cuatro hermanos y tenía buenos resultados en la escuela. A los ocho años fue sometida a la circuncisión femenina. Se celebró una comida especial y se le dio dinero, antes de ser sujetada en la choza de su abuela mientras le cortaban los genitales externos con una cuchilla sin anestesia.
Su padre la apoyó cuando se formó para ser médico; su padre era lo suficientemente rico como para enviarla a una escuela de la ciudad, donde destacó como estudiante. Terminó su formación justo antes del comienzo del genocidio y la guerra de Darfur. Mientras estaba destinada en una clínica, concedió una entrevista en la que discrepaba de la postura oficial del gobierno sudanés. En respuesta, fue detenida y amenazada por las autoridades, antes de ser destinada a una clínica rural en el norte de Darfur y advertida de que no hablara con periodistas occidentales.
En su nueva clínica, se encontró atendiendo a las víctimas de la milicia Janjaweed, entre ellas 42 escolares que habían sido violadas en grupo en un ataque a la aldea apoyado por el gobierno. Más tarde explicó: «En ningún momento de mis años de estudio me habían enseñado cómo tratar a niñas de 8 años víctimas de violaciones en grupo en una clínica rural sin suficientes suturas para todas». Cuando dos funcionarios de Naciones Unidas acudieron a recabar información sobre la agresión, Bashir les contó la verdad. Por denunciar este ataque a los investigadores de Naciones Unidas, el Servicio Nacional de Inteligencia y Seguridad se la llevó, y fue violada en grupo, cortada con cuchillos y quemada con cigarrillos repetidamente en el transcurso de varios días.
Fue liberada y regresó a su aldea, donde su padre organizó su matrimonio con su primo Sharif, al que sólo había visto una vez. Había elegido a Sharif porque se le consideraba progresista. Poco después, el pueblo fue atacado, lo que provocó la muerte de su padre y la desaparición de sus hermanos. Poco después, Halima huyó del país por miedo a que el gobierno siguiera persiguiéndola.
Bashir abandonó Sudán y viajó al Reino Unido para solicitar asilo, había pagado con joyas a un traficante de personas. Durante su estancia en el Reino Unido, protestó por la falta de acción del país contra Sudán, entregando personalmente una carta a Lord David Triesman, ministro para África del gobierno británico. Escribió una autobiografía, Lágrimas del desierto, en colaboración con Damien Lewis, publicada en 2008.

## Lágrimas del desierto
Tears of the Dessert: A Memoir of Survival in Darfur (Lágrimas del desierto: a memoir de supervivencia en Darfur) es un libro autobiográfico coescrito por Bashir y el periodista inglés Damien Lewis. Esta autobiografía relata la vida de Bashir en la región sudanesa de Darfur, marcada por la experiencia personal de la guerra civil, el genocidio, la violencia sexual y el asesinato. A raíz de denunciar las torturas infligidas a sus compatriotas por las milicias Janjaweed, Bashir solicitó asilo político en el Reino Unido.
En su libro, ha cambiado nombres y lugares. Sin embargo, una verificación independiente realizada por The New York Times ha demostrado que los hechos aparecen sin exageración alguna. El periódico también hizo campaña para que se concediera a Bashir un visado de entrada en Estados Unidos. En 2010, fue galardonada con el premio Anna Politkóvskaya por denunciar los violentos ataques de los Janjaweed a las escolares de Darfur.

### Sinopsis
Cuando Halima asiste a la escuela secundaria en la ciudad, se topa con las enemistades tradicionales entre los africanos negros de Darfur y la élite árabe minoritaria y la consiguiente discriminación de su grupo contra los africanos negros desde entonces. Además, habla de la falta de apoyo de los profesores en las peleas físicas derivadas de los prejuicios contra las colegialas, lo que la lleva a la expulsión; todo ello es una temprana lección de impotencia.

### Objetivo de la novela
El coautor Damien Lewis declaró que uno de sus objetivos era «hacer (...) que usted o yo, o cualquier otra persona en Occidente, sintiera que podría ser ella (...) cómo se sentiría si eso le ocurriera a uno, llevarlo al nivel personal, humano y familiar. ¿Qué sentirían si fueran sus hijos o su padre, o sus abuelos, o su pueblo? (...) Para que no parezca que están a miles de kilómetros, en una cultura diferente, en un lugar que no entendemos".

### Recepción de la crítica
Kirkus Reviews calificó Lágrimas del desierto de «desgarrador y escalofriante a la vez». Publishers Weekly abundó en la idea, afirmando que el libro «ofrece un vívido retrato personal de la vida en la región sudanesa de Darfur antes de la catástrofe», y «la violencia que relata la autora es desgarradora».
Booklist también reseñó Lágrimas del desierto.